# Karina Habšudová
Karina Habšudová (Bojnice, 2 agosto 1973) è un'ex tennista slovacca.

## Biografia
Nel 1990 vinse il doppio ragazze al torneo di Wimbledon in coppia con Andrea Strnadová, battendo in finale Nicole Pratt e Kirrily Sharpe per 6–3, 6–2.
L'anno dopo collezionò due vittorie in tornei juniores: all'US Open nel singolare, dove riuscì a battere Anne Mall con 6–1, 6–3, e al doppio ragazze all'Australian Open in coppia con Barbara Rittner sconfiggendo Joanne Limmer e Angie Woolcock con il punteggio di 6–2, 6–0.
Nel 1996 perse la finale contro Steffi Graf (4-6, 6-2, 7-5 per la tedesca) al Qatar Telecom German Open. Due anni dopo vinse il Warsaw Open con Olga Lugina, battendo in finale Liezel Huber e Karin Kschwendt con il punteggio 7–6, 7–5. Sempre nel doppio vinse due tornei consecutivi in Repubblica Ceca: nel 1996 a Karlovy Vary in coppia con Helena Suková e nel 1997 a Praga con Ruxandra Dragomir sconfiggendo Eva Martincová e Helena Vildová.
Sempre nel 1996 arrivò ai quarti di finale dell'Open di Francia, dove perse contro Arantxa Sánchez Vicario.
Arrivò al decimo posto nel ranking il 10 febbraio 1997.

## Statistiche

### Risultati in progressione
| Sigla | Risultato               |
| ----- | ----------------------- |
| V     | Vincitore               |
| F     | Finalista               |
| SF    | Semifinalista           |
| O     | Oro olimpico            |
| A     | Argento olimpico        |
| SF    | Bronzo olimpico         |
| QF    | Quarti di Finale        |
| 4T    | Quarto turno            |
| 3T    | Terzo turno             |
| 2T    | Secondo turno           |
| 1T    | Primo turno             |
| RR    | Round Robin             |
| LQ    | Turno di qualificazione |
| A     | Assente                 |
| ND    | Non disputato           |

| Legenda superfici    |
| -------------------- |
| Cemento              |
| Terra battuta        |
| Erba                 |
| Superficie variabile |

#### Singolare nei tornei del Grande Slam
| Torneo          | 1991 | 1992 | 1993 | 1994 | 1995 | 1996 | 1997 | 1998 | 1999 | 2000 | 2001 | 2002 | 2003 |
| --------------- | ---- | ---- | ---- | ---- | ---- | ---- | ---- | ---- | ---- | ---- | ---- | ---- | ---- |
| Australian Open | 4T   | 2T   | 2T   | 1T   | 4T   | 2T   | 4T   | 2T   | 3T   | 2T   | 2T   | A    | A    |
| Open di Francia | 1T   | 3T   | A    | 1T   | 2T   | QF   | 3T   | 3T   | 1T   | 1T   | 1T   | A    | A    |
| Wimbledon       | 2T   | 1T   | A    | 1T   | 1T   | 1T   | 1T   | 1T   | 2T   | 1T   | 2T   | A    | A    |
| US Open         | 2T   | 1T   | 3T   | 2T   | 1T   | 4T   | 4T   | 1T   | 2T   | 1T   | 2T   | A    | A    |

#### Doppio nei tornei del Grande Slam
| Torneo          | 1991 | 1992 | 1993 | 1994 | 1995 | 1996 | 1997 | 1998 | 1999 | 2000 | 2001 | 2002 | 2003 |
| --------------- | ---- | ---- | ---- | ---- | ---- | ---- | ---- | ---- | ---- | ---- | ---- | ---- | ---- |
| Australian Open | A    | 1T   | 1T   | 1T   | 3T   | 1T   | 3T   | 1T   | 2T   | 2T   | 1T   | 1T   | A    |
| Open di Francia | A    | 1T   | 2T   | 1T   | 2T   | A    | 1T   | QF   | 3T   | 2T   | 2T   | A    | A    |
| Wimbledon       | A    | 2T   | 3T   | 2T   | 2T   | A    | 1T   | 1T   | 2T   | 1T   | 3T   | A    | A    |
| US Open         | A    | 3T   | 1T   | 2T   | 1T   | A    | 1T   | 2T   | 3T   | 1T   | 1T   | A    | 1T   |

#### Doppio misto nei tornei del Grande Slam
| Torneo          | 1991 | 1992 | 1993 | 1994 | 1995 | 1996 | 1997 | 1998 | 1999 | 2000 | 2001 | 2002 | 2003 |
| --------------- | ---- | ---- | ---- | ---- | ---- | ---- | ---- | ---- | ---- | ---- | ---- | ---- | ---- |
| Australian Open | A    | A    | A    | A    | A    | A    | A    | A    | A    | 2T   | 1T   | 1T   | A    |
| Open di Francia | A    | A    | A    | A    | A    | A    | A    | A    | A    | 2T   | QF   | A    | A    |
| Wimbledon       | A    | 1T   | A    | A    | 1T   | A    | A    | 1T   | 1T   | 2T   | SF   | A    | A    |
| US Open         | A    | A    | A    | A    | A    | A    | A    | A    | 1T   | QF   | 2T   | A    | A    |

## Vittorie contro giocatrici top 10
| Stagione | 1994 | 1995 | 1996 | 1997 | 1998 | 1999 | 2000 | Totale |
| -------- | ---- | ---- | ---- | ---- | ---- | ---- | ---- | ------ |
| Vittorie | 1    | 0    | 5    | 0    | 0    | 0    | 2    | 8      |

| #    | Giocatrice              | Ranking | Evento                                  | Superficie  | Turno | Punteggio        | Rank. KHR |
| ---- | ----------------------- | ------- | --------------------------------------- | ----------- | ----- | ---------------- | --------- |
| 1994 |                         |         |                                         |             |       |                  |           |
| 1.   | Conchita Martínez (1)   | 3       | Porsche Tennis Grand Prix, Filderstadt  | Cemento (i) | QF    | 6-4, 6-1         | 61        |
| 1996 |                         |         |                                         |             |       |                  |           |
| 2.   | Arantxa Sánchez Vicario | 3       | Lipton Championships, Miami             | Cemento     | 2T    | 2-6, 6-3, 7-6(4) | 98        |
| 3.   | Anke Huber (1)          | 5       | WTA German Open, Berlino                | Terra rossa | QF    | 6-4, 6-1         | 54        |
| 4.   | Anke Huber (2)          | 5       | Open di Francia, Parigi                 | Terra rossa | 4T    | 7-5, 6-3         | 26        |
| 5.   | Kimiko Date             | 8       | East West Bank Classic, Manhattan Beach | Cemento     | QF    | 6-4, 4-6, 6-2    | 21        |
| 6.   | Mary Joe Fernández      | 9       | Porsche Tennis Grand Prix, Filderstadt  | Cemento (i) | 1T    | 6-3, 7-6(3)      | 19        |
| 2000 |                         |         |                                         |             |       |                  |           |
| 7.   | Nathalie Tauziat        | 5       | Indian Wells Masters, Indian Wells      | Cemento     | 3T    | 6-4, 6-4         | 67        |
| 8.   | Conchita Martínez (2)   | 6       | Giochi Olimpici, Sydney                 | Cemento     | 2T    | 1-6, 6-0, 6-4    | 106       |